# Estadio Tianhe
El estadio Tianhe (en chino simplificado, 天河体育中心体育场) es un estadio multiusos de la ciudad de Cantón, en la provincia de Cantón, China. El estadio fue inaugurado en 1987, cuenta con una capacidad de 54 856 espectadores sentados y sirve, principalmente, para la práctica del fútbol. El equipo de fútbol local del Guangzhou Evergrande disputa aquí sus partidos como local.

## Historia
El estadio fue construido en 1987 y fue sede de la final de la Copa Mundial Femenina de la FIFA inaugural en 1991.
El 7 de febrero de 1989 del Año Nuevo Lunar, Hong Kong Televisión Broadcasts Limited y Guangdong Television Broadcasts Limited se encuentra en el Centro Deportivo Tianhe de Cantón y en el Hotel White Swan por el 10º aniversario de Yang cheng He Sui Wan jia Huan o celebración del Año Nuevo Chino en Cantón (羊城 贺岁 万家 欢).
El estadio fue sede de la final de fútbol de los Juegos Asiáticos de 2010.

## Transporte
El estadio es fácilmente accesible por la línea 1 del metro de Cantón en la estación Central de Deportes Tianhe (puerta este), la línea 3 en la estación Linhexi (puerta norte) y línea 1 o 3 en la estación Tiyu Xilu (puertas oeste y sur).